# Caturrita (Santa Maria)
Caturrita és un barri de la ciutat brasilera de Santa Maria, Rio Grande do Sul. El barri està situat al districte de Sede.

## Villas
El barri amb les següents villas: Caturrita, Vila Bela União, Vila Jordânia, Vila Negrine, Vila Nossa Senhora da Conceição, Vila Portão Branco, Vila Santa Rita, Vila São José.

## Galeria de fotos
| Santo Antão                    | Santo Antão                        | Santo Antão Chácara das Flores   |
| Agroindustrial                 |                                    | Chácara das Flores Salgado Filho |
| Nova Santa Marta Passo d'Areia | Passo d'Areia / Divina Providência | Salgado Filho Divina Providência |